# Роџерс Сити (Мичиген)
Роџерс Сити (Мичиген) (енгл. Rogers City) град је у америчкој савезној држави Мичиген. По попису становништва из 2010. у њему је живело 2.827 становника.

## Демографија
Према попису становништва из 2010. у граду је живело 2.827 становника, што је 495 (14,9%) становника мање него 2000. године.
| Група             | 2000.         | 2010.         |
| Белци             | 3.258 (98,1%) | 2.735 (96,7%) |
| Афроамериканци    | 1 (0,0%)      | 17 (0,6%)     |
| Азијати           | 9 (0,3%)      | 21 (0,7%)     |
| Хиспаноамериканци | 15 (0,5%)     | 22 (0,8%)     |
| Укупно            | 3.322         | 2.827         |